# Heinz Lohmann (Unternehmer)

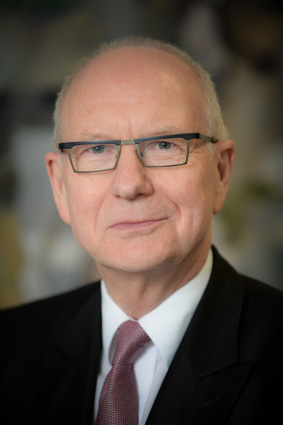
Heinz Lohmann (2015)

Heinz Lohmann (* 10. Oktober 1948 in Emden) ist ehemaliger deutscher Vorstandsvorsitzender des Landesbetriebs Krankenhäuser (heute Asklepios Kliniken Hamburg), Unternehmensberater und Kunstsammler.

## Beruf
Nach dem Studium der Wirtschafts- und Sozialwissenschaften an der Universität Hamburg arbeitete Lohmann ab dem Jahr 1979 in der Hamburger Gesundheitsbehörde (ab 1988 Behörde für Arbeit, Gesundheit und Soziales), zuletzt als Leiter der Abteilung für Integrierte Sozial- und Gesundheitsplanung. Im Juni 1992 wechselte er zum damaligen Hamburger Landesbetrieb Krankenhäuser (LBK) in die Position des Geschäftsführers Personalwesen, zuständig für seinerzeit rund 14 000 Beschäftigte in den zehn staatlichen Krankenhäusern des Landesbetriebs. Im Januar 1996 wurde er zum stellvertretenden Vorstandsvorsitzenden des LBK gewählt, von Oktober 1997 bis April 2005 war in dem städtischen Unternehmen als Vorstandssprecher aktiv. In seine Ära fiel der Verkauf des LBK an die Asklepios-Kliniken-Gruppe, den er befürwortete, obwohl im Jahr 2004 Hamburgs Wahlberechtigte mit 76,8 Prozent in einem Volksentscheid gegen die Privatisierung der landeseigenen Krankenhausbetriebe stimmten.
Seit 2005 organisiert Lohmann Gesundheitswirtschaftskongresse und ist als Berater für die Gesundheitswirtschaft tätig. Im Januar 2005 wurde er Gesellschafter der WISO HANSE management GmbH und zusätzlich seit 2008 Geschäftsführer der Lohmann Konzept GmbH, der Produktionsfirma Lohmann media.tv GmbH und der Agentur Gesundheitswirtschaft GmbH mit Sitz in Wien. Er ist Präsident bzw. wissenschaftlicher Leiter mehrerer Branchenkongresse. Seit 2006 war er 1. Vorsitzender der von ihm mitgegründeten Lobbyvereinigung Initiative Gesundheitswirtschaft (IGW), deren Ehrenvorsitzender er im Juni 2018 wurde.
Im Juli 2002 wurde Lohmann zum Ehrenprofessor der Hochschule für Angewandte Wissenschaften Hamburg ernannt. Er ist Autor und Herausgeber zahlreicher Fachpublikationen. Er war Mitglied im Kuratorium der privaten MSH Medical School Hamburg. Zudem ist Lohmann seit 2015 Aufsichtsratsmitglied beim kommunalen Klinikverbund Gesundheit Nord in Bremen, bei der Salus Altmark Holding gGmbH in Magdeburg sowie Kuratoriumsvorsitzender der Christoph Lohfert Stiftung in Hamburg.
Beim lokalen Fernsehsender Hamburg1 moderiert er die Sendungen „Mensch Wirtschaft!“ und „Galerie Gespräch“.

## Politik
Lohmann ist Mitglied der SPD und wurde im Oktober 1982 zum stellvertretenden Kreisvorsitzenden von Hamburg-Nord gewählt und im November 1984 erneut bestätigt. Von 1986 bis September 1989 war Lohmann Vorsitzender des SPD-Distrikts (Ortsvereins) Uhlenhorst-Hohenfelde.

## Kunstsammler und Mäzen

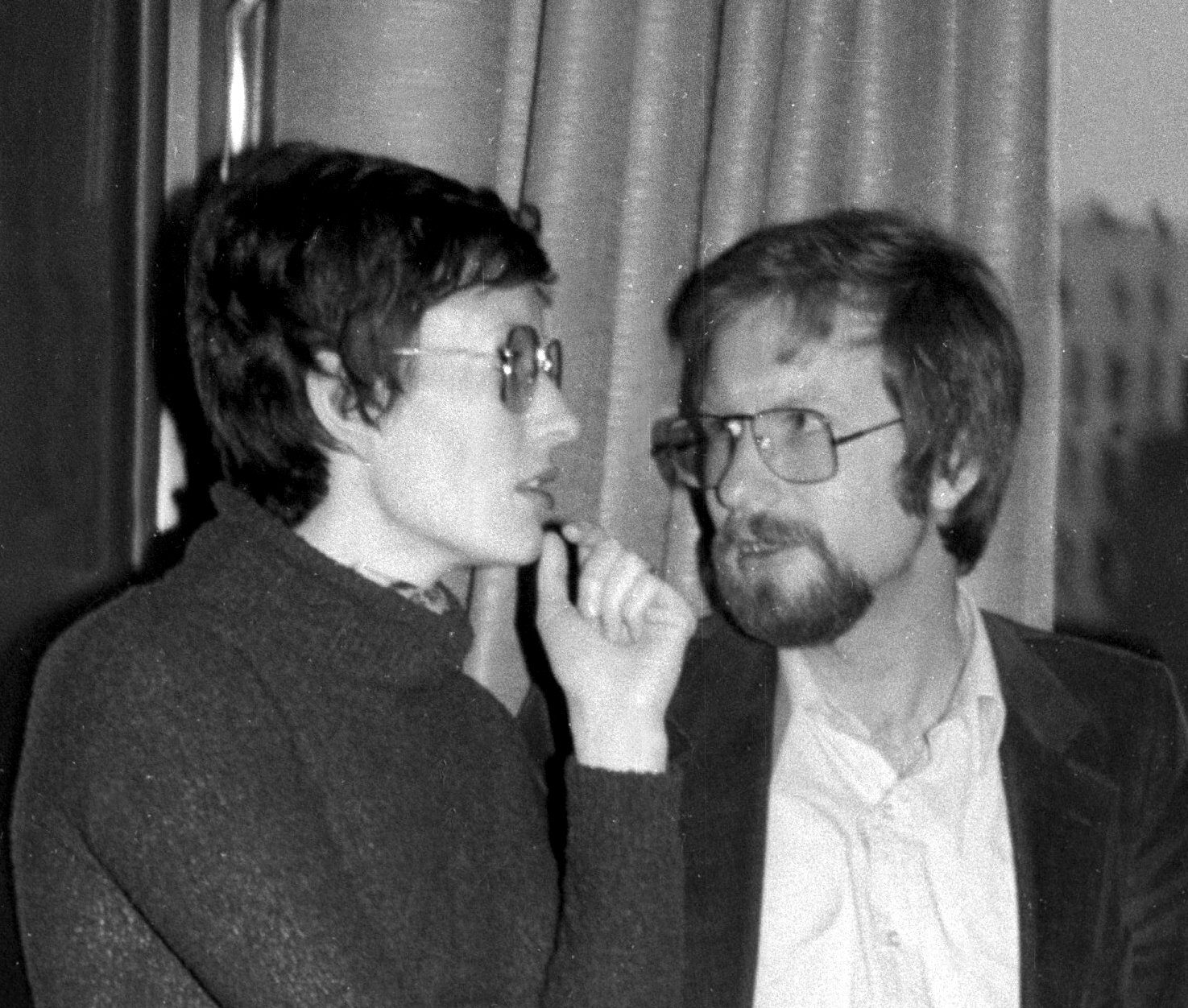
Ulla und Heinz Lohmann (ca. 1975)

Gemeinsam mit seiner Frau, der früheren SPD-Bürgerschaftsabgeordneten Ursula Lohmann, sammelt Lohmann seit vielen Jahren Werke der experimentellen Gegenwartskunst. Seit 1994 betreibt das Paar im Hamburger Stadtteil Uhlenhorst den Ausstellungsraum „C 15“, in dem unter anderem Werke von Hans Braumüller, Klaus Geldmacher, Peter Nikolaus Heikenwälder, Jens Lausen, Francesco Mariotti, János Nádasdy und Gerd Stange gezeigt wurden.

## Publikationen
- mit Martin Kerres: Der Gesundheitssektor: Chance zur Erneuerung. Wien 1999.
- Mut zum Wandel. Texte zur Entwicklung der Gesundheitswirtschaft, Melsungen 2004.
- mit Christoph Lohfert: Medizin im Zentrum des Umbruchs. Erfolgsfaktoren im Überlebenskampf der Krankenhäuser. Hamburg und Kopenhagen 2007.
- Visionen brauchen Phantasie, Wegscheid 2009.